# 長泉町

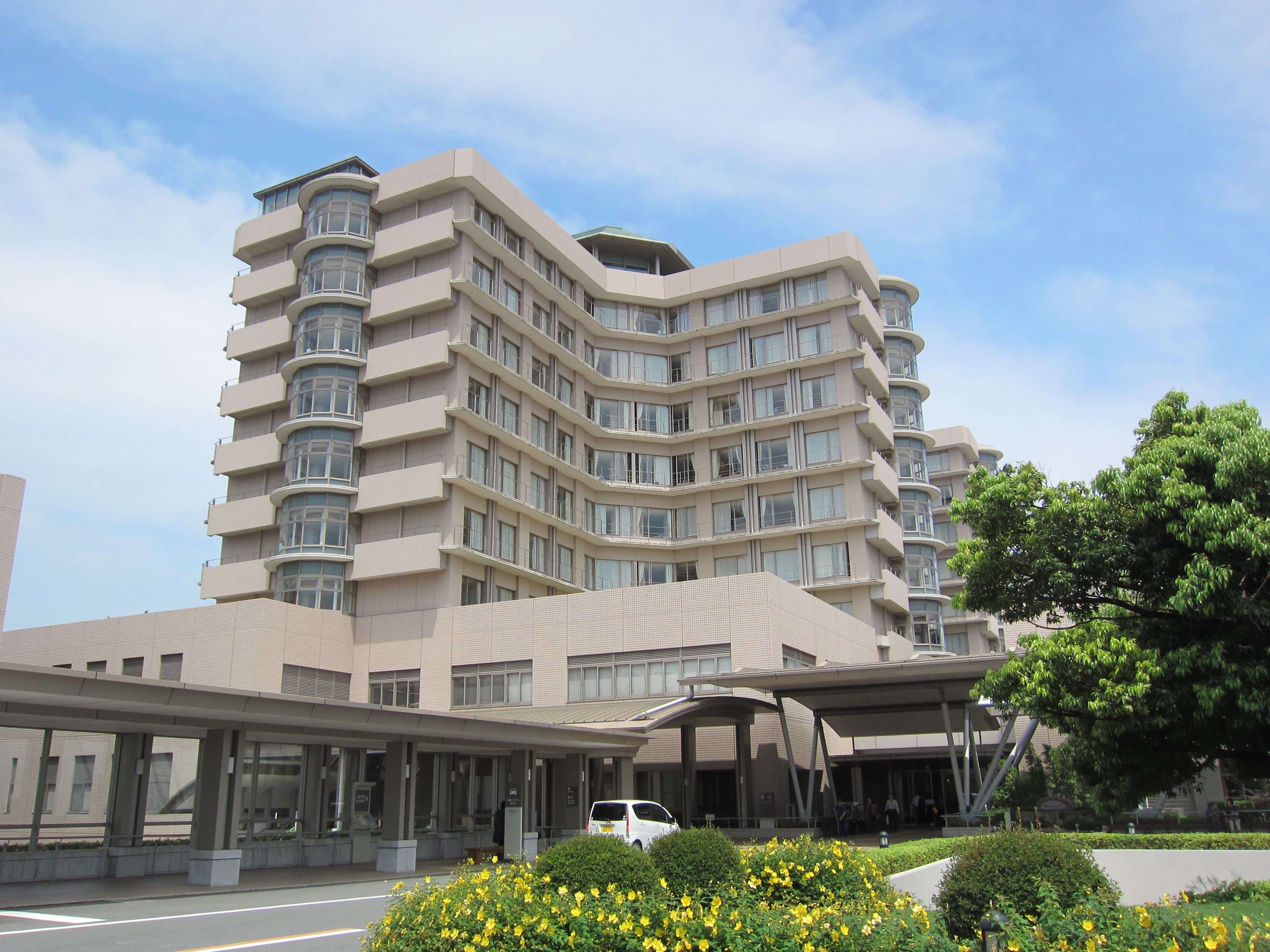
静岡がんセンター

長泉町（ながいずみちょう）は、静岡県駿東郡に属する人口約4.3万人の町。
三島市と沼津市の間に位置し、工場の多い工業の町である。近年急速に宅地化が進む。

## 地理
長泉町は静岡県の東部、富士山の南東、伊豆半島の付け根の位置にある町である。駿河国の最東部に位置する市町村のひとつであり、伊豆国の区域である三島市に東方で接する。町域は南東から北西にかけて長細い形であり、愛鷹山を北西に抱く。狩野川の支流である黄瀬川は、町域を北から南に横切ったあと、町の西側の境界として沼津市大岡地区との間を流れる。
南東部には、駿東郡清水町の市街地、および双子都市である三島市と沼津市の両市街地をつなぐ、ひとつづきの市街地が形成されている。また、東レの三島工場や協和発酵キリンの医薬研究センター、特種東海製紙の三島工場などの工業施設も集中している。新幹線の停車駅である三島駅は、三島市の長泉町との境界近くに位置しており、町の南東部では御殿場線の長泉なめり・下土狩・大岡各駅とともに町内へのアクセス駅となっている。
このうち、かつての三島駅であった下土狩駅は、町役場の最寄り駅であるなど長泉町を代表する駅であるが、現在の三島駅と直線距離で1 km程度しか離れていない。技能五輪国際大会（沼津市）の開催を控えた2007年10月31日には、シャトルバスの走れる道路として、三島駅北口（新幹線口）と下土狩駅とをほぼ直線で結ぶ長泉町道下土狩文教線（通称：大いちょう通り）が全線開通した。これにより、新幹線を利用した東京などへのアクセスが向上したほか、翌年に長泉町から移転した三島長陵高校（旧長泉高校）の所在地でもある三島市文教地区との交通も便利になった。
北部は裾野市とのつながりが強く、町内にある長泉なめり駅は裾野市南部の最寄り駅ともなっている。
北西部は駿河平とよばれる高原であり、クレマチスの丘・静岡サッカーミュージアムなどの観光施設が立地するほか、静岡がんセンターを中心としてファルマバレーとよばれる医療および医用工業の先進施設が集中した地区が形成されている。この地域には片側2車線の国道246号裾野バイパスが通り、町内唯一の高速バスの停留所である南一色バス停が設置されている。2009年（平成21年）7月27日には伊豆縦貫自動車道（東駿河湾環状道路）が完成し、町内には長泉JCTおよび長泉ICが供用された。2012年（平成24年）4月14日には新東名高速道路が開通し、町内に長泉沼津ICが供用されている。
下土狩地区に設置された広さ0.24平方メートルの公園が2025年2月25日、「世界一小さな公園」としてギネス世界記録に認定された。

## 歴史
1889年、村制の施行により、小泉荘（主要部は現在の裾野市）の一部と大岡荘（主要部はのちの大岡村から現在の沼津市大岡地区）の一部を一村として長泉村が発足した。長泉の名称は、大岡荘の長窪地区から長の字、小泉荘から泉の字をとって合成した合成地名である。
昭和30年代、三島市との合併が一度決定したが破談した。
1960年、長泉村は長泉町となった。

### 沿革
- 1889年（明治22年）4月1日 - 町村制の施行により、駿東郡中土狩村、下土狩村、本宿村、竹原村、納米里村、上土狩村、下長窪村、上長窪村、元長窪村および南一色村が合併して、長泉村が発足[2]。
- 1898年（明治31年）6月15日 - 官設鉄道（後の東海道本線）の三島駅（現・下土狩駅）が完成。
- 1934年（昭和9年） - 東海道本線の熱海ルートへの変更に伴い、三島駅が下土狩駅に改称、所属路線が御殿場線となる。
- 1960年（昭和35年）4月1日 - 町制施行して長泉町となる[3]。
- 1973年（昭和48年）11月25日 - ベルナール・ビュフェ美術館創設。
- 2002年（平成14年）
  - 8月 - 静岡県立静岡がんセンターが開院。
  - 9月 - 御殿場線長泉なめり駅が完成。

## 人口
| |                                        |  |
| 長泉町と全国の年齢別人口分布（2005年） | 長泉町の年齢・男女別人口分布（2005年） |  |
| ■紫色 ― 長泉町 ■緑色 ― 日本全国 | ■青色 ― 男性 ■赤色 ― 女性              |  |
| 長泉町（に相当する地域）の人口の推移 \| 1970年（昭和45年） \| 27,951人 \| \| \| 1975年（昭和50年） \| 30,718人 \| \| \| 1980年（昭和55年） \| 31,423人 \| \| \| 1985年（昭和60年） \| 32,324人 \| \| \| 1990年（平成2年） \| 33,101人 \| \| \| 1995年（平成7年） \| 34,208人 \| \| \| 2000年（平成12年） \| 36,169人 \| \| \| 2005年（平成17年） \| 38,716人 \| \| \| 2010年（平成22年） \| 40,763人 \| \| \| 2015年（平成27年） \| 42,331人 \| \| \| 2020年（令和2年） \| 43,336人 \| \| |                                        |  |
| 総務省統計局 国勢調査より |                                        |  |
| 1970年（昭和45年） | 27,951人                               |  |
| 1975年（昭和50年） | 30,718人                               |  |
| 1980年（昭和55年） | 31,423人                               |  |
| 1985年（昭和60年） | 32,324人                               |  |
| 1990年（平成2年） | 33,101人                               |  |
| 1995年（平成7年） | 34,208人                               |  |
| 2000年（平成12年） | 36,169人                               |  |
| 2005年（平成17年） | 38,716人                               |  |
| 2010年（平成22年） | 40,763人                               |  |
| 2015年（平成27年） | 42,331人                               |  |
| 2020年（令和2年） | 43,336人                               |  |

## 行政

### 町長
- 池田修（2017年（平成29年）10月〜）

### 地区
- 長窪地区
  - 東野（ひがしの）
    - スルガ平（するがだいら）、八分平（はちぶだいら）

  - 元長窪（もとながくぼ） - 旧元長窪村
    - 赤松平（あかまつだいら）、イラウネ、大洞（おおぼら）、上イラウネ（かみいらうね）、上耕地（かみごうち）、川原山（かわはらやま）、北嶽（きただけ）、小山下（こやました）、下耕地（しもごうち）、芹沢（せりざわ）、堂ヶ尾（どうがお）、中尾（なかお）、中川原（なかがわら）、中耕地（なかごうち）、西細尾（にしほそお）、西山（にしやま）、野台（のだい）、ハサマ、東細尾（ひがしほそお）、牧下（まきのした）、薪山（まきやま）、松本（まつもと）、元耕地（もとごうち）、桃沢（ももざわ）、山神道（やまのかみどう）

  - 上長窪（かみながくぼ） - 旧上長窪村
    - アラク、上野（うえの）、柏窪（かしわくぼ）、西ノ窪（にしのくぼ）、西細尾（にしほそお）、東細尾（ひがしほそお）、向田（むかいだ）、屋代（やたい）、山下（やました）

  - 下長窪（しもながくぼ） - 旧下長窪村
    - 池田（いけだ）、池田西（いけだにし）、入畑（いりはた）、上野（うえの）、榎田（えのきだ）、荻素（おぎそ）、尾尻（おじり）、西願寺（さいがんじ）、坂下（さかした）、城山（しろやま）、陣場（じんば）、茶木畑（ちゃきばたけ）、鉄平（てっぺら）、出林（でばやし）、八反田（はったんだ）、八反田後（はったんだうしろ）、平畦（ひらうね）、藤生（ふじはえ）、本耕地（ほんごうち）、前田（まえだ）、水穴（みずあな）、谷津（やと）、山岸（やまぎし）、山岸上（やまぎしうえ）

  - 南一色（みなみいっしき） - 旧南一色村
    - 池田（いけだ）、石行塚（いしゆきづか）、壱町田（いっちょうだ）、後田（うしろだ）、内田（うちだ）、大平（おおだいら）、大林（おおばやし）、大峯（おおみね）、上山地（かみやまぢ）、北村（きたむら）、光林（こうりん）、新福寺（しんぷくじ）、堤洞（つつみぼら）、天神山（てんじんやま）、中尾（なかお）、中溝（なかみぞ）、中山地（なかやまぢ）、野境堤洞（のざかいつつみぼら）、野添（のぞえ）、東山入（ひがしいり）、法喜庵（ほうきあん）、前ノ田（まえのだ）、間渡（まわたり）、道下（みちした）、宮脇（みやわき）、向田（むかいだ）、柳沢（やなぎさわ）、山入（やまいり）、用地（ようぢ）

  - 納米里（なめり） - 旧納米里村
    - 稲木（いなき）、大久根（おおくね）、上耕地（かみごうち）、上水掛（かみみずかけ）、上屋敷添（かみやしきぞえ）、下腹（したはら）、下水掛（しもみずかけ）、下屋敷添（しもやしきぞえ）、天辺（てっぺん）、天能（てんのう）、中曽根（なかぞね）、西耕地（にしごうち）、軒之田（のきのだ）、原添（はらぞえ）、東耕地（ひがしごうち）、広町（ひろまち）、細久保（ほそくぼ）、南原添（みなみはらぞえ）、山下（やました）、山道（やまみち）、横塚（よこづか）、四ツ谷（よつや）
- 土狩地区
  - 桜提（さくらづつみ） - 旧上土狩村※
    - 住居表示実施済、一丁目 - 三丁目がある。

  - 上土狩（かみとがり） - 旧上土狩村※
    - ヲイセッカ、上野田（かみのだ）、甚右ヱ門後（じんうえもんうしろ）、惣ヶ原（そうがはら）、堤（つつみ）、西向（にしむかい）、東通（ひがしどおり）、前田（まえだ）、道向（みちむかい）、向田（むかいだ）、柳溝（やなぎみぞ）

  - 中土狩（なかとがり） - 旧中土狩村
    - 秋次（あきつぎ）、一本松（いっぽんまつ）、大原（おおはら）、奥原（おくはら）、五反田（ごたんだ）、高柳（たかやなぎ）、中丸（なかまる）、中道（なかみち）、狭間（はざま）、柊（ひいらぎ）、開キ（ひらき）、二タ松田（ふたまつだ）、洞（ほら）

  - 下土狩（しもとがり） - 旧下土狩村
    - 阿弥陀堂（あみだどう）、鮎壺（あゆつぼ）、五ツ石（いつついし）、一本松（いっぽんまつ）、井戸窪（いどくぼ）、稲荷（いなり）、上ノ原（うえのはら）、老ヶ窪（おいがくぼ）、大土手（おおどて）、大畑（おおはた）、大水口（おおみずぐち）、荻素（おぎそ）、御蔵上（おくらかみ）、御蔵下（おくらしも）、上出口（かみでぐち）、柄在家（がらざいけ）、川島（かわしま）、久根ノ内（くねのうち）、窪田（くぼた）、鍬柄田（くわえだ）、糀袋（こうじふくろ）、庚申塚（こうしんづか）、境川（さかいがわ）、三反庄（さんたんしょう）、下峠田（しもえごだ）、下山神（しもやまのかみ）、下横溝（しもよこみぞ）、新田東（しんでんひがし）、陣場（じんば）、新家後（しんやうしろ）、水道上（すいどうかみ）、杉原（すぎはら）、薄原（すすきはら）、大道東（だいどうひがし）、大割（だいわり）、高添（たかぞえ）、高田（たかだ）、高柳（たかやなぎ）、中峠田（なかえごた）、中尾（なかお）、仲田（なかだ）、長塚（ながつか）、長畑（ながはた）、西（にし）、西ノ窪（にしのくぼ）、八反田（はったんだ）、原（はら）、原分（はらぶん）、東（ひがし）、開キ（ひらき）、舞台（ぶたい）、前田（まえだ）、前畑（まえはた）、牧堰（まきせぎ）、松川（まつかわ）、御嶽堂（みたけどう）、宮脇（みやわき）、麦原塚（むぎはらづか）、焼原（やきはら）、山神（やまのかみ）、柚木田（ゆのきだ）、横田（よこた）、雷電（らいでん）、若宮（わかみや）

  - 本宿（ほんじゅく） - 旧本宿村
    - アラク、井上（いのうえ）、上ノ段（うえのだん）、上ノ山（うえのやま）、大久保（おおくぼ）、鍛冶屋敷（かじやしき）、上ミ（かみ）、岸田（きしだ）、込ノ内（こめのうち）、下モ（しも）、下原（しもはら）、新芝（しんしば）、新田（しんでん）、堤通（つつみどおり）、西ノ久根（にしのくね）、火雨塚（ひのあめづか）、広町（ひろまち）、掘出シ（ほりだし）、前田（まえだ）、的場（まとば）、水掛（みずかけ）、宮ノ前（みやのまえ）、屋敷通（やしきどおり）、四通（よつどおり）

  - 竹原（たけはら） - 旧竹原村
    - 雨降川（あめふりがわ）、右近田（うこんだ）、上松林（かみまつばやし）、久保田（くぼた）、山王原（さんのうばら）、砂川（すながわ）、高田（たかだ）、天神原（てんじんばら）、堂免（どうめん）、西海道（にしかいどう）、箱根免（はこねめん）、八反田（はったんだ）、前田（まえだ）、的場（まとば）、丸田（まるた）、谷口（やぐち）

- ※は、長泉小学区であり長泉北中学区である。

## 姉妹都市・提携都市

### 日本国外
姉妹都市
- ワンガヌイ市（ニュージーランド国マナワトゥワンガヌイ地方）
1988年（昭和63年）9月 姉妹都市提携

### 日本国内
友好都市
- 青木村（長野県小県郡）
2007年（平成19年）11月 友好都市提携

## 産業
- 特産品
  - 四ツ溝柿・大和芋・白ネギ・メロン・あしたか牛・クレマチス
- 工業
  - 東レ三島工場
  - 協和発酵キリン
  - 帝人
  - 特種製紙
  - ベックマン・コールター三島事業場
  - 冨士森永乳業
  - コイト電工

## 施設

### 郵便
三島市にある三島郵便局の区域である。

### 警察
- 静岡県警察 裾野警察署

（以前は、沼津警察署の管轄区域であった。）

### 消防
- 富士山南東消防本部 長泉消防署

## 教育

### 高等学校
- 知徳高等学校（私立）

### 中学校
- 長泉町立長泉中学校
- 長泉町立北中学校

### 小学校
- 長泉町立長泉小学校
- 長泉町立南小学校
- 長泉町立北小学校

### 図書館
- 長泉町民図書館
  - 長泉村はこの地で育った銀行家の米山梅吉から寄付を受け、1932年（昭和7年）1月には長泉小学校に米山文庫を設置した。戦後の1956年（昭和31年）4月には長泉村公民館文庫を設置した。1978年（昭和53年）4月には公民館文庫と米山文庫の蔵書を移管し、公民館との複合施設である長泉町民図書館が開館した。1990年（平成2年）4月にはJR下土狩駅前で新館の建設に着工し、1991年（平成3年）8月には竣工。1991年10月には長泉町民図書館が新館に移転開館した。1995年（平成7年）3月末時点の蔵書数は52,342点であり、さらに電算未入力資料が約12,250点ある。[4]

## 交通

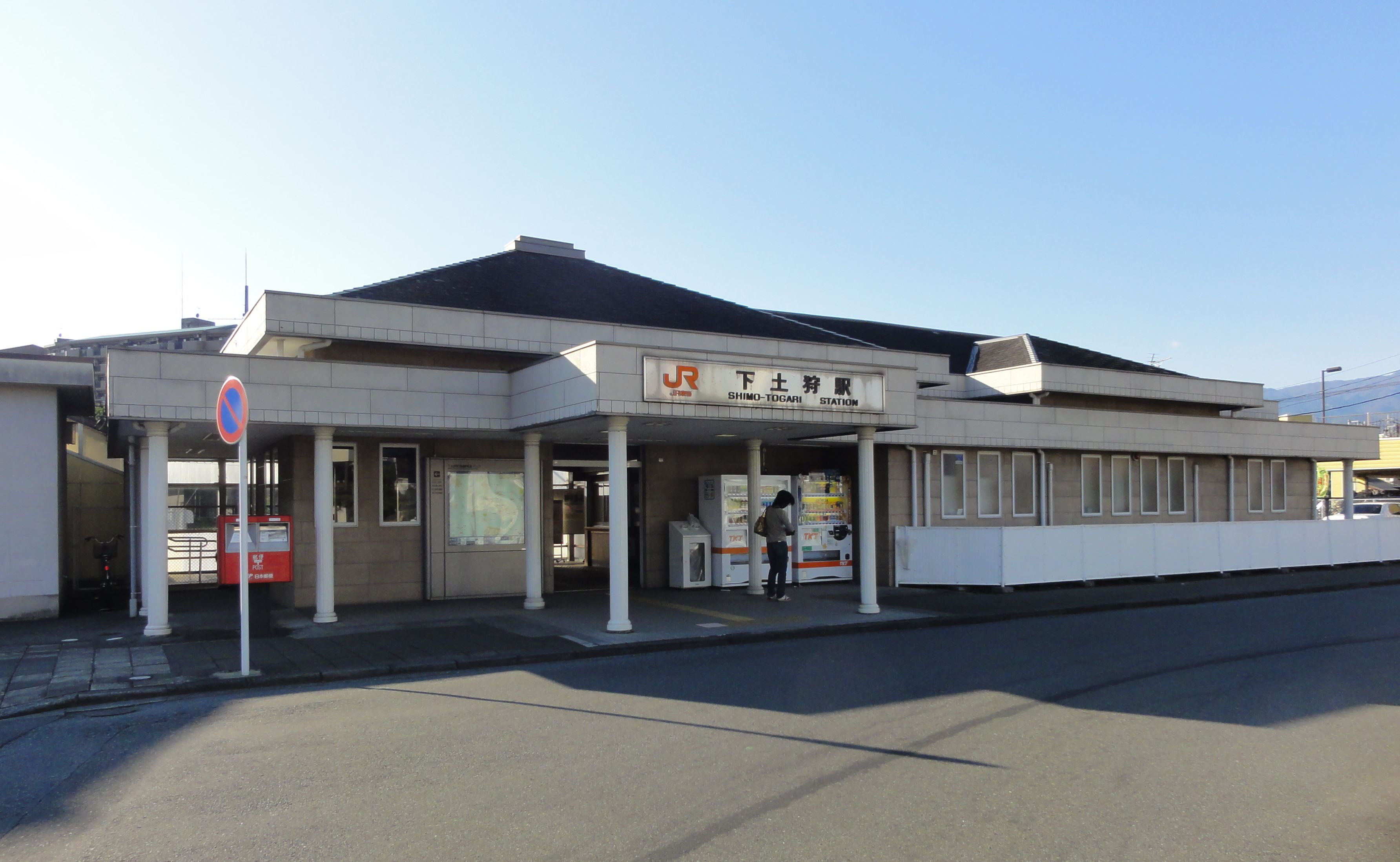
下土狩駅

### 鉄道
- 東海道新幹線

三島車両所
- 御殿場線

長泉なめり駅、下土狩駅
※東海道本線（三島-沼津間）も通っているが駅は無い。

### 道路
高速道路
- 新東名高速道路

長泉沼津IC
※東名高速道路も長泉町を通っているが、町内にインターチェンジやジャンクションは存在しない
- 伊豆縦貫自動車道（東駿河湾環状道路）

長泉JCT、長泉IC
国道
- 国道1号（高架で町内を横断するのみで、町内からの利用はできない）
- 国道246号

県道
- 静岡県道22号三島富士線
- 静岡県道87号大岡元長窪線
- 静岡県道144号下土狩徳倉沼津港線
- 静岡県道394号沼津小山線
- 静岡県道405号足高三枚橋線

### 高速バス
- 富士急シティバス
  - 東京 - 沼津線　（東京駅 - 沼津駅北口 - 富士急沼津営業所・2006年3月1日運行開始）

※2009年3月31日までは、同社とジェイアールバス関東の共同運行路線であった。
- 京王バス、富士急シティバス
  - 新宿・渋谷 - 沼津線　（新宿駅・渋谷駅 - 沼津駅北口 - 富士急沼津営業所・2006年7月14日運行開始）

### 路線バス
- 富士急シティバス
- 伊豆箱根バス
- 長泉町自主運行バス長泉北小学校-桃沢郷線（運行委託先：東海バス）
- 長泉町コミュニティバス（運行委託先：伊豆箱根バス（南北線・循環線B）、東海バス（南北線）、富士急シティバス（循環線A））

### デマンド型乗合タクシー
- ももタク（運行委託先：三島合同タクシー）

## 施設・名所・祭事・催事

### 医療・介護施設
- 静岡県立静岡がんセンター
- 特別養護老人ホーム さつき園
- 介護老人保健施設博寿園
- 住宅型有料老人ホーム シフティーン長泉

### スポーツ・アウトドア
- ウェルピアながいずみ 長泉町健康づくりセンター
- 桃沢野外活動センター
- 桃沢キャンプ場
- 桃沢グラウンド
- 桃沢工芸村

#### ゴルフ場
- 三島ゴルフ倶楽部（PGMホールディングス）
- 富士エースゴルフ倶楽部

### 観光
- 鮎壺の滝
- クレマチスの丘
- 富士竹類植物園
- ベルナール・ビュフェ美術館
- 城山神社（長久保城跡）

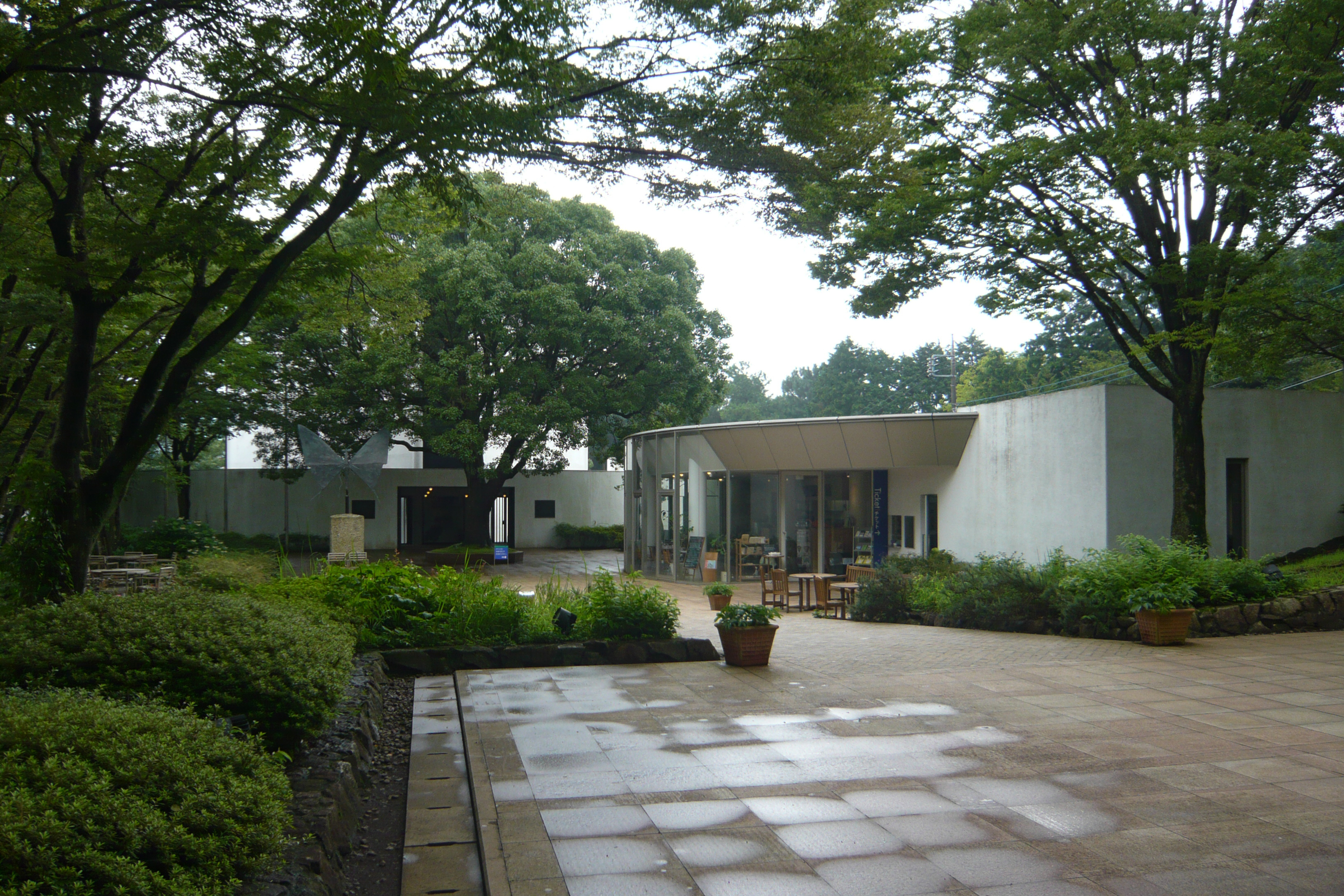
クレマチスの丘

- 世界一小さな公園 - 2025年2月25日にギネスワールドレコーズにより、公式に世界一小さな公園と認定された。
- 割狐塚稲荷神社

### イベント
- ながいずみわくわくまつり

## 町内に本社をおく主な企業
- スルガ銀行スルガ平本部（本社は沼津市）

※1979-2018年にZ会が本社を町内に置いていた。

## 長泉町に関係する作品
- 2012年に公開された 貴志祐介原作の映画『悪の教典』の舞台となった私立晨光学院町田高校は、町内にある廃校となった旧長泉高校を使って撮影した。
- 2012年の日本テレビドラマ 芦原妃名子原作『piece』で登場する高校は、町内にある廃校となった旧長泉高校を使って撮影した。
- 2013年のフジテレビドラマ『リーガル・ハイSP』で登場する公立うさぎがおか中学校は、町内にある廃校となった旧長泉高校を使って撮影した。

## 著名な出身者
- 小野晋吾 - プロ野球選手（ロッテ）
- 北川えり - タレント
- 塩川岳人 - サッカー選手
- 細根誠 - 元歌手（ブリーフ&トランクス）
- 米山梅吉 - 貴族院議員
- Be-B - 歌手
- 梅田透吾 - サッカー選手